# Actenicerus alternatus
Actenicerus alternatus là một loài bọ cánh cứng trong họ Elateridae. Loài này được Heyden miêu tả khoa học năm 1886.